# Nicaenetus de Samos
Nicaenetus de Samos (grec moderne : Νικαίνετος ο Σάμιος) est un poète grec antique du IIIe siècle av. J.-C., né à Abdère et ayant vécu sur l’île de Samos. Il est l’auteur d’épopées et d’épigrammes. L’Anthologie grecque contient quatre de ses épigrammes.